# Georg Paul Hefty

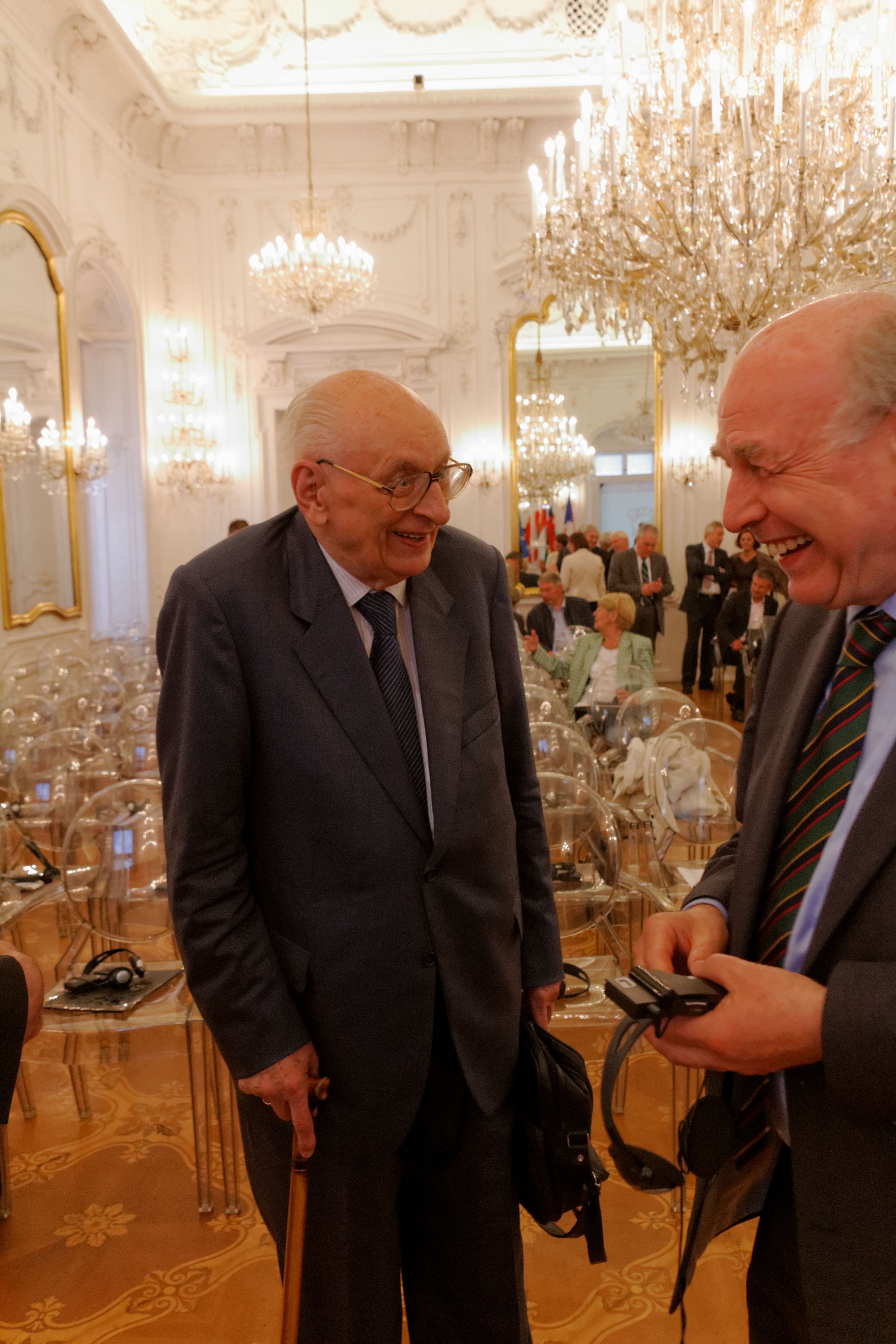
Hefty (rechts) im Gespräch mit Władysław Bartoszewski 2013

Georg Paul Hefty (* 5. Mai 1947 in Pfarrkirchen) war ein deutscher Journalist und Redakteur der FAZ.

## Leben
Georg Paul Hefty besuchte die katholische Knabenschule und das Gymnasium in Pfarrkirchen. Sein Abitur machte er 1968 auf dem zweisprachigen Ungarischen Gymnasium in Kastl, wo er mit seinem Bruder eine Schülerzeitung gründete. Später studierte er Politikwissenschaft, Geschichte, Pädagogik und Wirtschaftsgeographie in München. Unterstützt durch ein Graduiertenstipendium der Konrad-Adenauer-Stiftung schrieb er eine Arbeit über die Außenpolitik Ungarns seit 1945, die später als das Buch Schwerpunkte der Aussenpolitik Ungarns veröffentlicht wurde. Er promovierte 1977. Ebenfalls 1977 ging er als Fraktionsmitarbeiter der CDU/CSU-Fraktion nach Bonn, wo er als persönlicher Referent arbeitete.
Anfang 1981 zog er mit seiner Frau und zwei Töchtern nach Frankfurt am Main; seitdem war er Redakteur der Frankfurter Allgemeinen Zeitung. Von 1986 bis 1993 begleitete er als Reisekorrespondent insbesondere mit der Berichterstattung aus dem Budapester Parlament, einer Besonderheit im westlichen Journalismus, den Wandel Ungarns von der kommunistischen Volksrepublik zur demokratischen Republik. Gleichzeitig kommentierte er laufend die bundesdeutsche Innenpolitik. Bei der Frankfurter Allgemeinen Zeitung war er für die Seite „Zeitgeschehen“ verantwortlich. 2012 trat er in den Ruhestand ein.
In der Nachbetrachtung auf die zwei Jahrzehnte seit der deutschen Einheit schrieb der CDU-Historike Hans-Peter Schwarz in seiner Kohl-Biographie: "Immerhin gibt es doch mit Georg Paul Hefty von der Frankfurter Allgemeinen einen Journalisten der mit prognostischen Fähigkeiten begabt ist. Ziemlich früh, nämlich im April 1992, hat er geschrieben, "wenn bisher eine Frau eine halbwegs anerkannte Aussicht hatte, die erste Bundeskanzlerin aus der Union zu werden, dann Angela Merkel - auch weil sie jung genug ist und die Zeit hat, die Leute an sich zu gewöhnen." Aber das ist die Einzelstimme eines Außenstehenden. Die damaligen politischen Schwergewichte haben Angela Merkel als potentielle Kanzlerin noch nicht auf der Rechnung."
2005 erhielt er den Preis der Lebensrechtsbewegung Stiftung Ja zum Leben.

## Werke
- Das deutsche Politikroulette. Bürgerwille. Parteienziele-Kandidaten-Koalitionen. Olzog Verlag, München 2013, ISBN 978-3-7892-8349-9.
- Die CSU an der Wegscheide. Olzog, München 2007, ISBN 978-3-7892-8226-3.
- Geschäftsordnung. : Dt. Bundestag, Referat Öffentlichkeitsarbeit, Bonn, 1999.
- Medien und politische Kultur. CSU-Landesleitung, München, 1992.
- Schwerpunkte der Aussenpolitik Ungarns : Vorgeschichte, Infrastruktur, Orientierung, Interaktionsprozesse. tuduv-Verlagsgesellschaft, München 1980.